# Юка Вали
Юка Вали (на английски: Yucca Valley) е град в окръг Сан Бернардино, щата Калифорния, САЩ. Юка Вали е с население от 21 748 жители (по приблизителна оценка от 2017 г.) и обща площ от 103,7 km². Намира се на 1027 m надморска височина. ЗИП кодовете му са 92284 – 92286, а телефонният му код е 760.